# Ставище (гміна Черемха)
Ставище (пол. Stawiszcze) — село в Польщі, у гміні Черемха Гайнівського повіту Підляського воєводства. Населення — 213 осіб (2011).

## Історія
Уперше згадується в XVIII столітті.
У 1975—1998 роках село належало до Білостоцького воєводства.

## Релігія
У 1960-х роках у селі зведена церква святого Архангела Михаїла, що править за філію парафії в Зубачах.

## Демографія
Демографічна структура станом на 31 березня 2011 року:
|          | Загалом | Допрацездатний вік | Працездатний вік | Постпрацездатний вік |
| -------- | ------- | ------------------ | ---------------- | -------------------- |
| Чоловіки | 100     | 16                 | 62               | 22                   |
| Жінки    | 113     | 15                 | 55               | 43                   |
| Разом    | 213     | 31                 | 117              | 65                   |